# 山田野蛛
山田野蛛（学名：Agroeca montata）为光盔蛛科田野蛛属的动物。分布于日本以及中国大陆的辽宁等地，常栖息于草丛以及落叶层。该物种的模式产地在日本。